# 李乐光
李乐光（1903年11月1日—1955年3月21日），原名李兆瑞，河北乐亭人，中国政治人物，曾任中共北京市委统战部部长、北京市政协秘书长。
李乐光是李大钊的同族侄子。李大钊就义后，李乐光为搜集、保存李大钊遗文做出过重大贡献。

## 生平
1903年11月1日出生于直隶省乐亭县胡家坨乡木瓜口村。他家与李大钊是近村同族，论辈份他是李大钊的本家侄子。他的父亲李秀峰（字子恒）与李大钊是永府中学的同窗挚友。曾在北京师大附中学习，参加五四运动。
1926年9月进入清华学校（现清华大学）政治系学习，1931年留校任助教，曾任中共外围组织朝曦社《北方青年》杂志主编。1932年加入中国共产党，任华北文化总同盟主席、中共河北省委文委书记、中共河北省委宣传部代理部长。1933年9月被国民党当局逮捕，获刑十年，被解往南京监狱。1936年西安事变后被释放，并在中国共产党组织的安排下抵达延安，在中共中央党校学习，不久赴抗日战争前线，任中共中央东南分局代理秘书长。1939年调回延安，先后任中共中央统战部第一科长、中共中央组织部代理行政处长。1945年参加北平军事调处执行部工作。1946年起，历任中共热辽区党委委员、宣传部长，中共冀热辽分局城市工作部副部长。1948年锦州战役结束后，任中共锦州市城市工作委员会副书记（胡锡奎为书记）、中共锦州市委书记、中共辽西省委委员（1948年12月任）。
1949年5月调京，任中共北京市委委员、宣传部副部长、统战部部长。兼任中共北京市高等学校委员会书记（1953年1月至9月）、中共北京市委国际活动指导委员会书记、北京市人民政府财政经济委员会副主任、北京市各界人民代表会议协商委员会秘书长、北京市抗美援朝分会秘书长、北京市公债推销委员会副主任委员等职。1955年3月21日因鼻咽癌在北京中苏友好医院（现北京友谊医院）逝世。葬于北京市八宝山革命公墓。

## 关联人物
- 李大钊
- 李志成